# Джеймс ъф Плимут
Джеймс ъф Плимут (на английски: James of Plymouth, на френски: James de Plymouth – Джеймс дьо Плимут) е воин и рицар от Ордена на хоспиталиерите, роден през 1370 в Плимут, Англия.  Истинското му имe е Джеймс Скот (James Skot), но след като става рицар го променя.

## Биография
Роден и израснал в Плимут, Югозападна Англия, като малък се занимава с риболов. През 1387 година влиза в местен манастир като послушник, но е изпратен с мисия до Родос в помощ на рицарите хоспиталиери. Там Джеймс се обучава да борави с меч.
Той води сражения с османците и участва в похода на Сегизмунд в отряда на рицарите хоспиталиери. След разгрома при Никопол близо две години се скита по гръцки и български земи. След 1398 заминава отново за Родос. През 1401 се прибира в Плимут, където и умира през 1430.